# Spaniens riksvapen
Spaniens riksvapen är sammansatt av sex andra vapen. Skölden är kvaderad av vapnen för Kastilien (kastell), León (lejon), Aragonien (fyra stolpar) och Navarra (kedja), kombinerat längst ner med Grenada (granatäpple), vidare är det spanska kungahuset Bourbons tre liljor placerade i en hjärtsköld.
Ovanpå skölden tronar den spanska kungakronan. På var sida av skölden står Herakles två stoder, som är ett gammalt namn för Gibraltarsund. Vidare finns på devisbandet en inskription på latin: PLUS ULTRA – "ännu längre"; detta syftar på de tidigare spanska kolonierna. Den vänstra stoden kröns av en kejserlig krona och den högra av en kunglig dito.

## Historiska vapen

Spaniens statsvapen under första och andra republikerna – den största skillnaden mot nuvarande vapen är att det har en murkrona i stället för en kungakrona
Spaniens vapen under Francoperioden